# Agar agar
L'agar agar (noto anche come agar, dal nome malese delle alghe rosse) è un polisaccaride usato come gelificante naturale e ricavato da alghe rosse appartenenti a diversi generi (tra i quali Gelidium, Gracilaria, Gelidiella, Pterocladia, Sphaerococcus).
Dal punto di vista chimico è un polimero costituito principalmente da unità di D-galattosio (è quindi detto poligalattoside).

## Utilizzo in cucina
L'agar-agar ha un alto contenuto di mucillagini (65%) e di carragenina (sostanza gelatinosa, nota in farmacopea come alginato). La gelatina prodotta dall'agar-agar ha un sapore tenue ed è ricca di minerali. Viene impiegato nella preparazione di gelatine per dessert e aspic, poiché ha la proprietà di non alterarne il sapore naturale. L'agar-agar produce una gelatina più solida di quella commerciale, non si scioglie facilmente, ed è inoltre completamente vegetale. Viene assorbita in minima parte dall'organismo, quindi non fornisce alcun apporto calorico. La sua preparazione è facile e veloce e richiede solo una breve cottura, il tempo più lungo è richiesto per la sua solidificazione: un'ora a temperatura ambiente. Non necessitando di zuccheri per gelificare, è adatta per la produzione di confetture a basso tenore di zucchero.
Usata per preparazioni salate non necessita di grandi quantità, per addensare dolci ne occorrono quantità maggiori. L'alga da cui si ricava l'agar-agar ha pareti cellulari ricche di amidi e di polisaccaridi complessi simili alla cellulosa. L'alga ha un sapore molto forte e intenso per cui è necessario trattarla per ammorbidire le fibre e per neutralizzarne il sapore. In tal proposito vengono utilizzati due metodi:
- Metodo industriale: implica l'uso dell'acido solforico per sciogliere gli amidi e dei procedimenti di sbiancatura inorganica e tintura per neutralizzare il colore e il sapore. La maggior parte dell'agar-agar in polvere è così preparata, come anche quella in barre;
- Metodo tradizionale: le alghe sono raccolte e fatte seccare sulla spiaggia; in inverno sono poi trasportate in montagna, cotte in pochissimo aceto poco aspro per ammorbidire le fibre più dure. Tale composto è poi pressato e filtrato in sacchetti di tela, da cui esce un liquido omogeneo. Viene versato in grosse forme simili a vassoi, dove si rapprende; questa gelatina è poi tagliata a strisce o barre e messa all'aperto su telaiature basse di bambù perché prenda quanto più sole possibile; si ripete un ciclo di congelamento notturno alle basse temperature e di scioglimento diurno all'esposizione al sole in modo che tutta l'umidità contenuta evapori e che le barrette di amido rimangano così secche, fibrose e leggerissime, scolorite naturalmente e divenute di un colore grigio e di un sapore neutro (kanten in giapponese significa infatti "cielo freddo"). Le barrette vengono successivamente impacchettate o ridotte in fiocchi finissimi.

L'agar-agar naturale è ricco di iodio e di oligoelementi e ha leggere proprietà lassative che possono venire esaltate dall'aggiunta di succo di zenzero fresco; il suo potere addensante varia a seconda dell'alcalinità o dell'acidità dei cibi con cui è mescolato: gli alimenti acidi ne richiedono una maggior quantità di quelli alcalini.
Catalogato tra gli additivi alimentari codificati dall'UE col numero E406, in cucina è un sostituto vegetariano per la colla di pesce.

## Altri usi

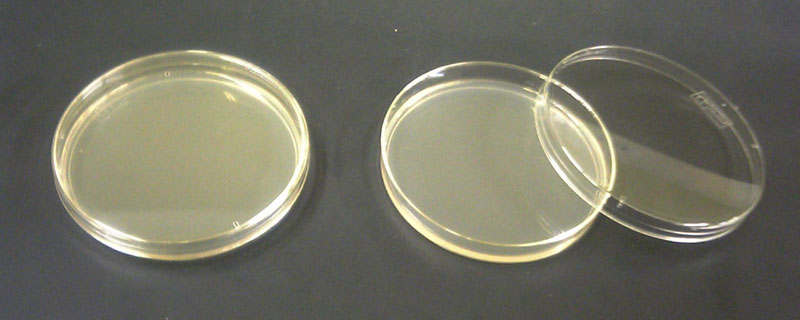
Piastre Petri riempite con terreno di coltura contenente agar agar

L'agar agar non può essere digerito dagli enzimi presenti nella maggior parte degli organismi, batteri e miceti compresi, e per questo motivo è utilizzato in microbiologia per solidificare i terreni di coltura per tali microorganismi.
È anche usato nella preparazione di terreni di coltura per la coltivazione di piante in vitro, e in particolare per la riproduzione mediante semina delle orchidee e anche nella preparazione dei terreni di coltura semisolidi per i batteri. L'agar è utilissimo per questo scopo in quanto è liquido a 80° e solidifica a temperature inferiori a 50°; in questo modo rimane in stato di gel a quelle temperature che sono ottimali per la crescita batterica. La consistenza dell'agar permette ai batteri di riprodursi per schizogonia, ma impedisce loro di muoversi in modo tale da dar luogo alla formazione di colonie separate. L'uso in questo campo è stato ipotizzato per la prima volta da Fanny Hesse, moglie di Walther Hesse, assistente di Robert Koch, e utilizzato da quest'ultimo nei suoi studi. In particolare un terreno agarizzato è composto dallo 0,5% di peptoni (sostanze derivanti dalla degradazione di estratti di carne), dallo 0,2% di estratto di carne, dall'1,5% di agar e da acqua.
È adoperato per la preparazione dei ponti salini caratteristici delle celle elettrolitiche. A tal scopo viene miscelato a una quantità di sale circa 10 volte più grande in peso e fatto bollire in una quantità d'acqua circa 30 volte più grande in peso. La soluzione viene lasciata solidificare e il gel così ottenuto viene trasferito nel tubo ad U tipico dei ponti salini.
L'agar agar nell'industria farmaceutica e dolciaria è usato come addensante. Il suo principale utilizzo in fitoterapia è legato all'effetto calmante, dimagrante, antinfiammatorio e protettivo che esso esercita a livello della mucosa gastrica e dell'intestino poiché ricopre con un sottile strato le mucose e le protegge dagli ulteriori danni dell'infiammazione. A dosaggi più elevati esso è efficacissimo come lassativo: per la proprietà di idratarsi, aumenta la massa intestinale e si comporta da purgante meccanico, privo di effetti collaterali. L'agar agar è indicato pertanto in pediatria e in età avanzata. L'agar agar viene anche utilizzato come strumento di pulitura superficiale nell'ambito del restauro di manufatti in stucco, di pietre , delle policromie lignee e delle tele. Inoltre è un coadiuvante per la stipsi (azione meccanica), il colon irritabile, la diverticolite, la gastrite e come dimagrante.
In passato veniva utilizzato in odontoiatria protesica per la presa di impronte di precisione, date le caratteristiche di buona stabilità dimensionale e idrofilia. Per questo utilizzo veniva anche denominato idrocolloide reversibile, per distinguerlo dagli alginati, non reversibili. L'introduzione dei materiali da impronta siliconici e dei polieteri, di più agevole utilizzo, conservazione e disinfezione, ne ha decretato l'abbandono.